# Weinkönigin an Saale-Unstrut
Die Weinkönigin an Saale-Unstrut ist die auf jeweils ein Jahr gewählte Repräsentantin des deutschen Weinbaugebietes Saale-Unstrut. Sie hat im Folgejahr die Möglichkeit, bei der Wahl der Deutschen Weinkönigin zu kandidieren.
Das Amt der Gebietsweinkönigin Saale-Unstrut wird seit 1969 zum Winzerfest angetreten, jeweils am 2. Sonntag im September. Bewerberinnen für das Amt der Gebietsweinkönigin sollen mindestens 18 Jahre alt, ledig, „dem Wein verbunden“ sein und über Englischkenntnisse verfügen.
Ausgewählt wird die Gebietsweinkönigin gewöhnlich im August von einer Jury. Diese setzt sich zum einen aus Weinfachleuten, wie Winzern der Region und dem Präsidenten des Weinbauverbandes, aber auch aus Journalisten und Personen des öffentlichen Lebens zusammen. Auch der Weinbotschafter von Saale und Unstrut, Gunther Emmerlich, gehört der Jury an. Von der Wahl bis zur Proklamation zum Winzerfest bleibt die Entscheidung der Jury geheim.

## Bisherige Weinköniginnen
1. 1969/70 – Irene Mücke
2. 1970/71 – Beatrix Bohn
3. 1971/72 – Edelgard Nagel (verh. Hofmann)
4. 1972/73 – Ria Deckert
5. 1973/74 – Bärbel Zielinski
6. 1974/75 – Renate Pohl (verh. Schlichting)
7. 1975/76 – Annelie Röder (verh. Jünger)
8. 1976/77 – Jutta Weise (verh. Bölke)
9. 1977/78 – Irene Pawis
10. 1978/79 – Monika Blasek  (verh. Menzel)
11. 1979/80 – Rita Moßberg  (verh. Braune)
12. 1980/81 – Anita Weiße
13. 1982/83 – Birgit Diers
14. 1983/84 – Christa Phillip
15. 1984/85 – Jenny Gall (verh. Weise)
16. 1985/86 – Annette Rosada  (verh. Naumann)
17. 1986/87 – Christine Staub
18. 1987/88 – Helga Niemann
19. 1988/89 – Grit Hoffmann (verh. Schulz)
20. 1989/90 – Karin Güttig
21. 1990/91 – Beate Odenthal
22. 1991/92 – Andrea Wahrn (verh. Herzer)
23. 1992/93 – Sandra Hake (verh. Froelich), Deutsche Weinkönigin 1993/94
24. 1993/94 – Christina Zaubitzer
25. 1994/95 – Claudia Frankenberger (verh. Seemann), Deutsche Weinprinzessin 1995/96
26. 1995/96 – Susanne Zimmer
27. 1996/97 – Nancy Boy
28. 1997/98 – Antje Werner
29. 1998/99 – Sandra Polomski, Deutsche Weinprinzessin 1999/2000
30. 1999/2000 – Anett Zahn (verh. Stahlheber)
31. 2000/01 – Anke Wiegand
32. 2001/02 – Ina Sielaff
33. 2002/03 – Melanie Boy
34. 2003/04 – Daniela Köcher
35. 2004/05 – Franziska Krüger
36. 2005/06 – Sandra Soldmann, Geiseltal, Deutsche Weinprinzessin 2006/07
37. 2006/07 – Antje Ihle (verh. Peiser), Laucha
38. 2007/08 – Marika Böhme, Gleina
39. 2008/09 – Kerstin Fliege, Freyburg
40. 2009/10 – Elvira Zahn, Großheringen
41. 2010/11 – Elisabeth Born, Höhnstedt, Deutsche Weinprinzessin 2011/12
42. 2011/12 – Lisa Blumenthal, Bad Kösen
43. 2012/13 – Tina Weinert, Bad Sulza
44. 2013/14 – Anne Meinhardt, Bad Sulza
45. 2014/15 – Susanne Rothe, Laucha an der Unstrut
46. 2015/16 – Sandra Warzeschka, Camburg
47. 2016/17 – Jenny Meinhard, Apolda
48. 2017/18 – Juliana Beer, Großjena
49. 2018/19 – Gina Maria Gräfe, Weißenfels
50. 2019/21 – Annemarie Triebe, Zeitz (Amtszeit wegen der COVID-19-Pandemie 2020 um ein Jahr verlängert)[1]
51. 2021/22 – Luise Böhme, Kirchscheidungen[2]
52. 2022/23 – Romy Richter, Mücheln[3]
53. 2023/24 – Lea Blumenthal, Bad Kösen[4]
54. 2024/25 – Emma Meinhardt, Bad Sulza[5]